# بيرتران تافرنيي
بيرتران تافرنيي (بالفرنسية: Bertrand Tavernier)‏
```
ولد في 
ليون
 - 
فرنسا
 في 25 أبريل 1941 وتوفي في 25 مارس 2021، هو 
مخرج سينمائي
 
وكاتب سيناريو
 
ومنتج
 
وكاتب
 
فرنسي
.
```

أخرج العديد من الأفلام للسينما والتلفزيون وحصل على جوائز مهمة كانت أهمها جائزة الأسد الذهبي لمهرجان البندقية تكريما لمسيرته الفنية سنة 2015.

## حياته
تافاري ينحدر من ليون وهو الابن للكاتب والمنشئ ريني تافاري. درس المحاماة وكان ينتقد الأفلام عن طريق العديد من المجلات. فيما بعد عمل كمساعد للمخرج جين بيري ميلفيلي وكوكيل اعلان.
مع بداية سنوات السبعينات حقق أول فيلم له. اما عن نجاحه فكان جاز فيلم «في الليل» سنة 1986 مع عازف الساكسيفون ديكستير جوردون في الدور الرئيسي ومع موسيقى هيربي هانكوك، الذي احرز اوسكار عن موسيقاه في هذا الفيلم.